# Petaurista xanthotis
Petaurista xanthotis — вид гризунів родини Sciuridae. Поширення: Китай. Мешкає у високогірних ялинових лісах Китаю та харчується вночі молодими пагонами, листям та кедровими горіхами. Гніздиться на деревах, але не впадає в сплячку. Її виводок в середньому становить дві особини.

## Характеристики
P. xanthotis досягає довжини тіла від 32,5 до 43 сантиметрів, а хвоста — від 29 до 35 сантиметрів. Задні лапи мають довжину від 65 до 80 міліметрів, а вуха — від 43 до 50 міліметрів. Вона важить приблизно від 700 до 1200 грамів. Спина темно-коричнева з жовтувато-сірим підшерстям і чорним покривним волоссям з білими кінчиками. Горло біле, низ сірий. Ковзні перетинки мають помаранчеві краї, а довгий хвіст має чорне та помаранчеве волосся. Лапи чорні, а ноги помаранчеві. За круглими вухами з чорними кінчиками у тварин є велика помаранчева пляма. Підвиди дещо відрізняються за своїми характеристиками.

## Спосіб життя
P. xanthotis — це високогірний вид, який мешкає в хвойних лісах гірських районів центрального Китаю та Тибетського нагір'я на висоті близько 3000 метрів. Це нічна тварина, яка веде виключно деревний спосіб життя. Харчується майже виключно рослинною масою, переважно молодими пагонами, листям та насінням. Як і всі інші летяги, цей вид здатний ковзати по повітрю на великі відстані, стрибаючи з дерева. Тварина будує гнізда в дуплах дерев або на гілках вищих дерев. Даних про її репродуктивну поведінку мало. Народжує влітку, виводок зазвичай складається з двох. Не впадає в сплячку.